# Marion (Virgínia)
Marion és una població dels Estats Units a l'estat de Virgínia. Segons el cens del 2000 tenia 6.349 habitants.

## Demografia
Segons el cens del 2000, Marion tenia 6.349 habitants, 2.647 habitatges, i 1.614 famílies. La densitat de població era de 590,7 habitants per km².
Dels 2.647 habitatges en un 24,4% hi vivien nens de menys de 18 anys, en un 42,6% hi vivien parelles casades, en un 14,3% dones solteres, i en un 39% no eren unitats familiars. En el 36,5% dels habitatges hi vivien persones soles el 19,3% de les quals corresponia a persones de 65 anys o més que vivien soles. El nombre mitjà de persones vivint en cada habitatge era de 2,13 i el nombre mitjà de persones que vivien en cada família era de 2,76.
Per edats la població es repartia de la següent manera: un 19,4% tenia menys de 18 anys, un 9,7% entre 18 i 24, un 26% entre 25 i 44, un 24,2% de 45 a 60 i un 20,7% 65 anys o més.
L'edat mediana era de 42 anys. Per cada 100 dones de 18 o més anys hi havia 86,2 homes.
La renda mediana per habitatge era de 25.609$ i la renda mediana per família de 34.257$. Els homes tenien una renda mediana de 27.960$ mentre que les dones 22.027$. La renda per capita de la població era de 16.372$. Entorn del 13,2% de les famílies i el 18,6% de la població estaven per davall del llindar de pobresa.

## Poblacions més properes
El següent diagrama mostra les poblacions més properes.